# Kubiktoise
Die Kubiktoise, auch Toise cube, war ein französisches Raummaß. Grundlage war das altfranzösische Längenmaß, die Toise.
Nachdem im Jahr 1799 der Meter zu einer Länge von exakt 443,296 Pariser Linien definiert wurde, hatte der Pariser Fuß eine Länge von exakt 4500⁄13853 Meter (≈ 32,48 cm). Vorher unterlag das Maß regionalen Schwankungen, dementsprechend auch die davon abgeleiteten Volumenmaße Pariser Kubikfuß und Kubiktoise.
- 1 Kubiktoise = 216 Pariser Kubikfuß = 216×4500×4500×4500⁄13853×13853×13853 m³ = 19.683.000.000.000⁄ 2.658.468.401.477 m³ ≈ 7,403887 Kubikmeter[1]